# XIVe gouvernement de la République (Espagne)
Seconde République espagnole
Chapaprieta I Portela I
Le XIVe gouvernement de la République est le gouvernement de la République espagnole en fonction le 29 octobre 1935 au 14 décembre 1935.

## Composition
| Portefeuille                                                              | Titulaires | Titulaires                              | Parti |
| ------------------------------------------------------------------------- | ---------- | --------------------------------------- | ----- |
| Président du Conseil Ministre de l'Économie et des Finances               |            | Joaquín Chapaprieta                     | sans  |
| Ministre d'État                                                           |            | José Martínez de Velasco                | PAE   |
| Ministre du Gouvernement                                                  |            | Joaquín de Pablo-Blanco Torres (es)     | PRR   |
| Ministre de la Guerre                                                     |            | José Gil-Robles                         | CEDA  |
| Ministre de la Justice,du Travail et de la Santé                          |            | Federico Salmón (es)                    | CEDA  |
| Ministre des Travaux publics,des Communications et de la Marine Marchande |            | Luis Lucia Lucia                        | CEDA  |
| Ministre de la Marine                                                     |            | Francisco Javier de Salas González (es) | PRC   |
| Ministre de l'Industrie de l'Agriculture et du Commerce                   |            | Juan Usabiaga Lasquivar (es)            | PRR   |
| Ministre de l'Instruction Publique et des Beaux-arts                      |            | Luis Bardají López (es)                 | PRR   |